# Ferna nauligensis
Ferna nauligensis – gatunek błonkówki  z rodziny pilarzowatych i podrodziny Allantinae.
Gatunek ten opisany został w 2000 roku przez Attilę Harisa na podstawie pojedynczej samicy odłowionej w 1983 roku.
Błonkówka ta ma ciało o długości 5,7 mm. Głowa jej jest czarna z białymi głaszczkami, żuwaczkami, nadustkiem, policzkami, obwódkami oczu i plamką między czułkami. Porasta ją rzadkie, białe owłosienie. Długość pola malarnego jest dwukrotnie większa od średnicy przedniego przyoczka. Tułów jest biało-czarny i biało, umiarkowanie gęsto owłosiony. Odnóża są białe z brązowawobiałym wierzchem stóp. Przezroczyste skrzydła mają brązowe użyłkowanie i brązowo-żółtawobrązową pterostygmę. Odwłok cechują białe sternity i dziewiąty tergit oraz brązowe tergity pozostałe. Samica ma białe pokładełko z brązowym wierzchołkiem.
Owad znany wyłącznie z lokalizacji typowej w okolicy nepalskiego Nauling Lekh.